# 제1차 한일 협약
제1차 한일 협약(第一次韓日協約, 일본어: 第一次日韓協約)은 러일 전쟁이 한창 진행 중이던, 1904년 8월 22일에 대한제국과 일본 제국 사이에 체결된 협약이다. 한일 외국인 고문 용빙에 관한 협정서(韓日外國人顧問傭聘에關한協定書)라고도 한다.

## 전문
1904년(광무 8년) 8월 22일에 체결되었다.
 
1. 대한 정부는 대일본 정부가 추천하는 일본인 1명을 재정 고문으로 하여 대한 정부에 용빙하고,
재무에 관한 사항은 일체 그의 의견을 물어 실시할 것.
2. 대한 정부는 대일본 정부가 추천하는 외국인 한명을 외무 고문으로 하여 외부에 용빙하고,
외교에 관한 요무는 일체 그 의견을 물어 실시할 것.
3. 대한 정부는 외국과의 조약 체결이나 기타 중요한 외교 안건,
즉 외국인에 대한 특권 양여와 계약 등의 처리에 관해서는 미리 대일본 정부와 토의할 것.

| 광무 8년 8월 22일 외부대신 서리 윤치호(尹致昊) | 메이지 37년 8월 22일 특명 전권 공사 하야시 곤스케(林權助) |

## 대한민국과 일본국의 무효 재확인
대한민국과 일본국은 1965년 한일기본조약에서 제1차 한일 협약을 포함하여 대한제국과 대일본제국간에 체결된 모든 조약 및 협정이 이미 무효임을 한 번 더 확인하였다.

## 같이 보기
- 고문정치
- 대한제국
- 윤치호
- 일본 제국
- 제2차 한일 협약
- 한일신협약
- 기유각서
- 한일병합조약